# Crinum modestum
Crinum modestum är en amaryllisväxtart som beskrevs av John Gilbert Baker. Crinum modestum ingår i släktet Crinum, och familjen amaryllisväxter. Inga underarter finns listade i Catalogue of Life.